# Saison 1 de Code Lyoko
Chronologie
Saison 2
Cet article présente le guide des épisodes de la première saison de la série télévisée d'animation française Code Lyoko.

## Synopsis de la saison
Jérémie, Ulrich, Odd et Yumi sont des collégiens qui vivent en secret une vie de héros. Ils cachent l'existence d'un super-ordinateur quantique, le supercalculateur, qui abrite un monde virtuel, Lyoko, sur lequel on peut se rendre par le biais de scanners. En son sein se trouvent deux IA conscientes. L'une est XANA. Il s'agit d'un programme multi-agent, froid, logique, dont le seul but est de détruire l'humanité comme il le peut. Pour cela il infecte des tours sur Lyoko, des points de relais entre le monde virtuel et le monde réel qui lui permettent de lancer des attaques en tous genre. L'autre est Aelita, une humanoïde sur Lyoko, capable d'émotions, différenciant le bien du mal et cherchant à en apprendre plus sur le monde des humains. Jérémie s'est épris d'elle et s'est mis en tête de trouver un moyen de la matérialiser sur Terre puis d'éteindre le supercalculateur pour mettre fin à la menace de XANA. En attendant de programmer le logiciel qui permettra cet exploit, les héros choisissent de combattre XANA chaque jour dans le secret grâce au retour vers le passé qui permet d'effacer les traces des attaques de XANA, à l'exception des victimes du programme malfaisant.

## Épisodes

### Épisode 1:Teddygozilla
- France : 3 septembre 2003
- États-Unis : 19 avril 2004

### Épisode 2:Le voir pour le croire
- France : 10 septembre 2003
- États-Unis : 20 avril 2004

### Épisode 3:Vacances dans la brume
- France : 17 septembre 2003
- États-Unis : 21 avril 2004

### Épisode 4:Carnet de bord
- France : 24 septembre 2003
- États-Unis : 22 avril 2004

### Épisode 5:Big bogue
- France : 1er octobre 2003
- États-Unis : 23 avril 2004

### Épisode 6:Cruel dilemme
- France : 8 octobre 2003
- États-Unis : 26 avril 2004

### Épisode 7:Problème d'image
- France : 15 octobre 2003
- États-Unis : 27 avril 2004

### Épisode 8:Clap de fin
- France : 22 octobre 2003
- États-Unis : 28 avril 2004

### Épisode 9:Satellite
- France : 29 octobre 2003
- États-Unis : 29 avril 2004

### Épisode 10:Créature de rêve
- France : 5 novembre 2003
- États-Unis : 30 avril 2004

### Épisode 11:Enragés
- France : 12 novembre 2003
- États-Unis : 3 mai 2004

### Épisode 12:Attaque en piqué
- France : 19 novembre 2003
- États-Unis : 4 mai 2004

### Épisode 13:D'un cheveu
- France : 26 novembre 2003
- États-Unis : 5 mai 2004

### Épisode 14:Piégés
- France : 3 décembre 2003
- États-Unis : 6 mai 2004

### Épisode 15:Crise de rire
- France : 10 décembre 2003
- États-Unis : 7 mai 2004

### Épisode 16:Claustrophobie
- France : 17 décembre 2003
- États-Unis : 10 mai 2004

### Épisode 17:Mémoire morte
- France : 24 décembre 2003
- États-Unis : 11 mai 2004

### Épisode 18:Musique mortelle
- France : 31 décembre 2003
- États-Unis : 12 mai 2004

### Épisode 19:Frontière
- France : 7 janvier 2004
- États-Unis : 13 mai 2004

### Épisode 20:L'Âme des robots
- France : 14 janvier 2004
- États-Unis : 14 mai 2004

### Épisode 21:Gravité zéro
- France : 21 janvier 2004
- États-Unis : 17 mai 2004

### Épisode 22:Routine
- France : 28 janvier 2004
- États-Unis : 18 mai 2004

### Épisode 23:36edessous
- France : 4 février 2004
- États-Unis : 19 mai 2004

### Épisode 24:Canal fantôme
- France : 11 février 2004
- États-Unis : 20 mai 2004

### Épisode 25:Code Terre
- France : 18 février 2004
- États-Unis : 21 mai 2004

### Épisode 26:Faux départ
- France : 25 février 2004
- États-Unis : 24 mai 2004